# Leucodon sphaerocarpus
Leucodon sphaerocarpus är en bladmossart som beskrevs av Hiroyuki Akiyama 1987. Leucodon sphaerocarpus ingår i släktet Leucodon och familjen Leucodontaceae. Inga underarter finns listade i Catalogue of Life.